# 切尔尼察河 (德涅斯特河支流)
切爾尼察河（烏克蘭語：Черниця），是烏克蘭的河流，位於該國西部利沃夫州，屬於德涅斯特河的右支流，流經斯特雷區，河道全長23公里，流域面積56平方公里。